# Підземне сховище Хартленд
Підземне сховище Хартленд – розташований у канадській провінції Альберта комплекс каверн для зберігання продуктів нафтогазової та нафтохімічної промисловості.
Спорудження на північний схід від Едмонтону цілого ряду фракціонаторів потягло за собою появу тут же потужностей для зберігання зріджених вуглеводневих газів, які створювали під землею шляхом розмивання соляних відкладень формації Лотсберг (девонський період, товщина соляних покладів може перевищувати двісті метрів). При цьому окремі окремі комплекси (компанії Dow в Форт-Саскачевані, компанії Pembina у Редватері) також могли надавати послуги зі зберігання одного з продуктів нафтохімічної промисловості – етилену. 
У другій половині 2010-х третій такий комплекс створила компанія ATCO. Наразі він включає чотири каверни (дві введені в експлуатацію у 2016-му та дві у 2018-му роках), кожна з яких має об’єм по 100 тисяч м3. Вони призначені для зберігання етилену, пропану, бутану та конденсату. Обраний майданчик дозволяє за необхідності збільшити кількість каверн на порядок.
Постачання та видача етилену здійснюється через бічне відгалуження від етиленопроводу EDS (Ethylene Distribution System), котрий забезпечує зв’язок з установками парового крекінгу та споживачами.